# Trieng Meudurou
Trieng Meudurou is een bestuurslaag in het regentschap Aceh Utara van de provincie Atjeh, Indonesië. Trieng Meudurou telt 394 inwoners (volkstelling 2010).